# Instituto Nacional de Telecomunicações
O Instituto Nacional de Telecomunicações (Inatel) é uma instituição dedicada à formação de profissionais no setor de Telecomunicações e Tecnologia. Está localizado em Santa Rita do Sapucaí, no sul de Minas Gerais, região considerada o vale do silício brasileiro (ou Vale da Eletrônica, como é chamado na região). Desde 2014, o Inatel também possui uma unidade em São Paulo, no Complexo WTC - World Trade Center, no Brooklin Novo.
Fundado em 1965, o Inatel é considerado a instituição pioneira no ensino de Telecomunicações no Brasil. Atualmente, oferece seis cursos de graduação: Engenharia de Telecomunicações, Engenharia de Computação, Engenharia Biomédica, Engenharia de Controle e Automação, Tecnologia em Automação Industrial e Tecnologia em Gestão de Telecomunicações. Tem também Mestrado em Telecomunicações, pós-graduação lato sensu nas áreas de Engenharia Biomédica, Engenharia Eletrônica, Automação Elétrica e Automação Industrial, Redes, Telecom e cursos a distância em TV Digital, redes, desenvolvimento mobile e Web.  

## História
A história do Inatel está diretamente relacionada ao surgimento de atividades educacionais no campo da tecnologia em Santa Rita do Sapucaí. A instituição foi fundada em 31 de março de 1965 e foi considerada uma instituição brasileira pioneira a fornecer formação em telecomunicações. O prédio da instituição era outra instituição desativada na década de 1960 e foi doado pelo Educandário Santarritense com intermédio do deputado Bilac Pinto. Em 1975, o prédio da instituição começou a ser expandido aos poucos. No entanto, no mesmo período, o mercado das telecomunicações no Brasil passou a sofrer um declínio, o que causou problemas na administração da instituição. No final da década de 1980, com maior participação de ex-alunos e da comunidade local, o Inatel começou a se revitalizar e participar do projeto que se tornaria Vale da Eletrônica.
Durante a década de 1970, começou a se formar uma incubadora para a produção de retransmissores para sinais de televisão. Em 1992, tornou-se um programa oficial da instituição como um dos mais antigos de Minas Gerais e, em 1999, passou por reformulações. Atualmente, a instituição possui parcerias com com empresas privadas no desenvolvimento de projetos tecnológicos. Em 2017, o Inatel tinha sete cursos de graduação, sete de pós-graduação e cerca de 1540 alunos.
O Inatel também possui o Teatro Inatel, que recebe shows e apresentações culturais em Santa Rita do Sapucaí.